# 捷列尼加
捷列尼加（羅馬化：Terenʹga）是俄罗斯乌里扬诺夫斯克州的市级镇，为该州捷列尼加区行政中心及规模最大聚居地，也是该区唯一的一座市级镇。地处乌里扬诺夫斯克州东部，位于伏尔加河流域捷列尼古利卡河（Тереньгулька）畔，在州府乌里扬诺夫斯克南方，靠近乌里扬诺夫斯克州与萨马拉州的边界。
该地2022年人口有4,663人；2010年人口5,330；2002年人口5,509；1989年人口5,941。